# Cartelle
Cartelle – gmina w Hiszpanii, w prowincji Ourense, w Galicji, o powierzchni 94,29 km². W 2011 roku gmina liczyła 3163 mieszkańców.